# Alexei Wassiljewitsch Schumakow
Alexei Wassiljewitsch Schumakow russisch Алексей Васильевич Шумаков (* 7. September 1948 in Pochjot, Region Krasnojarsk) ist ein ehemaliger sowjetischer Ringer. Er war Olympiasieger 1976 im griechisch-römischen Stil im Papiergewicht.

## Werdegang
Alexei Schumakow begann als Jugendlicher mit dem Ringen, wobei er sich auf den griechisch-römischen Stil konzentrierte. Als Student wurde er Mitglied des Sportclubs Burewestnik Krasnojarsk. Im Juniorenbereich und zu Beginn seiner Karriere als Senior war er noch nicht so erfolgreich. Bei einer Größe von 1,52 Metern war er sehr leicht, so dass er keine allzu großen Schwierigkeiten hatte, in das 1969 eingeführte Papiergewicht, das bis 48 kg Körpergewicht reichte, abzutrainieren. Erstmals erschien er im Jahre 1972, da war er schon 24 Jahre alt, bei einem der wichtigsten sowjetischen Turniere, dem "Iwan-Poddubny"-Memorial in Minsk, im Papiergewicht in der Siegerliste. Er belegte dort hinter Wladimir Subkow und Kurbanow den 3. Platz.
Im darauffolgenden Jahr 1973 wurde er in Moskau Vize-Weltmeister der Studenten hinter Gheorghe Berceanu aus Rumänien. 1974 wurde er bei der Europameisterschaft in Madrid eingesetzt und belegte dort hinter Constantin Alexandru aus Rumänien den 2. Platz. Den gleichen Platz erreichte er auch bei der Europameisterschaft 1975 in Ludwigshafen am Rhein, wobei er im Finale wieder gegen Constantin Alexandru verlor. Bei den Weltmeisterschaften jener Jahre wurde Wladimir Subkow, der vierfacher Weltmeister war, eingesetzt.
Im Jahre 1976 wurde Alexei Schumakow dann in Leningrad erstmals Europameister im Papiergewicht. Im Finale bezwang er dabei seinen alten Rivalen Constantin Alexandru. Bei den sowjetischen Ausscheidungs-Wettkämpfen für die Olympischen Spiele dieses Jahres gelang es ihm dann auch Wladimir Subkow auszuschalten und sich den Startplatz für die Olympischen Spiele in Montreal zu sichern. In Montreal benötigte er dann sechs Siege um Olympiasieger zu werden. Er schlug der Reihe nach Ferenc Seres aus Ungarn, Biambajev Javhlantegs aus der Mongolei, Michael Farina aus den Vereinigten Staaten, Yoshite Morikawa aus Japan, Stefan Angelow aus Bulgarien und Gheorghe Berceanu. Die olympische Goldmedaille war der Lohn für diese hervorragende Leistung.
Im Jahre 1977 gewann Alexei Schumakow in Göteborg dann erstmals auch den Weltmeistertitel im Papiergewicht. Er siegte dabei vor Salih Bora aus der Türkei, Todor Jordanow aus Bulgarien, Zerang Kermat aus dem Iran und Jürgen Kleer aus der Bundesrepublik Deutschland. In den Jahren 1978 und 1979 startete er wie schon 1977 nur bei der Weltmeisterschaft. In beiden Jahren belegte er dabei hinter Constantin Alexandru den 2. Platz, gegen den er jeweils nach Punkten verlor. 1978 in Mexiko-Stadt feierte er dabei Siege über Horiwaki Yoshiteri, Japan, Jozsef Santha, Ungarn, Salih Bora, Todor Gontschew, Bulgarien u. Roman Kierpacz, Polen und 1979 in San Diego gewann er über Atsuji Miyahara, Japan, Wieslaw Kucinski, Polen, Pawel Christow, Bulgarien und Ferenc Seres. 
1979 belegte Alexei Schumakow bei der sowjetischen Meisterschaft im Papiergewicht hinter Russanow, aber vor Sakselik Uschkempirow den 2. Platz, siegte aber bei der noch wichtigeren Spartakiade 1979 vor Uschkempirow und Sawtschuk. Im Jahre 1980 wurde er aber von Sakselik Uschkempirow abgelost, der sich auch den Startplatz bei den Olympischen Spielen dieses Jahres in Moskau erkämpfte.
Alexei Schumakow beendete daraufhin seine internationale Ringerlaufbahn. Über seinen weiteren Lebensweg ist leider nichts bekannt.

## Internationale Erfolge
| Jahr | Platz | Wettbewerb                            | Gewichtsklasse | |
| 1972 | 3.    | "Iwan-Poddubny"-Memorial in Minsk     | Papier         | hinter Wladimir Subkow und Kurbanow, bde. UdSSR |
| 1972 | 1.    | Göteborg-Cup                          | Papier         | vor Pawel Christow, Bulgarien u. Naavala, Schweden |
| 1973 | 2.    | Universitäten-WM in Moskau            | Papier         | hinter Gheorghe Berceanu, Rumänien, vor K. Statschkow, Bulgarien |
| 1974 | 1.    | Klippan-Turnier                       | Papier         | vor Constantin Alexandru, Rumänien u. Dietmar Hinz, DDR |
| 1974 | 2.    | "Nikola-Petrow"-Turnier in Plewen     | Papier         | hinter Georgi Georgijew, vor K. Statschkow, bde. Bulgarien |
| 1974 | 2.    | EM in Madrid                          | Papier         | hinter Constantin Alexandru, vor Antonio Quistelli, Italien u. Haralambos Holidis, Griechenland                                                                       |
| 1975 | 2.    | EM in Ludwigshafen am Rhein           | Papier         | hinter Constantin Alexandru, vor Ferenc Seres, Ungarn, Pawel Christow u. Dietmar Hinz                                                                                 |
| 1976 | 1.    | EM in Leningrad                       | Papier         | vor Constantin Alexandru, Ferenc Seres u. Dietmar Hinz |
| 1976 | Gold  | OS in Montreal                        | Papier         | mit Siegen über Ferenc Seres, Biambajev Javhlantegs, Mongolei, Michael Farina, USA, Yoshite Morikawa, Japan, Stefan Angelow, Bulgarien und Gheorghe Berceanu          |
| 1977 | 1.    | WM in Göteborg                        | Papier         | vor Salih Bora, Türkei, Todor Gontschew, Bulgarien, Karamat Zerang, Iran u. Jürgen Kleer, BRD                                                                         |
| 1978 | 2.    | WM in Mexiko-Stadt                    | Papier         | mit Siegen über Horiwaki Yoshiteri, Japan, Jozsef Santha, Ungarn, Salih Bora, Todor Gontschew u. Roman Kierpacz, Polen u. einer Niederlage gegen Constantin Alexandru |
| 1979 | 2.    | Klippan-Turnier                       | Fliegen        | hinter Borissow, Bulgarien, vor Taisto Halonen, Finnland, Sidge, Norwegen u. Kamil Fatkulin, UdSSR                                                                    |
| 1979 | 4.    | Großer Preis der BRD in Aschaffenburg | Fliegen        | hinter Kamil Fatkulin, Bruce Thompson, USA u. Lajos Rácz, Ungarn, vor Witold Malachowski, Polen u. Nicu Gângă, Rumänien                                               |
| 1979 | 2.    | WM in San Diego                       | Papier         | mit Siegen über Atsuji Miyahara, Japan, Wieslaw Kucinski, Polen, Pawel Christow u. Ferenc Seres u. einer Niederlage gegen Constantin Alexandru                        |

Anm.: alle Wettkämpfe im griechisch-römischen Stil, OS = Olympische Spiele, WM = Weltmeisterschaft, Papiergewicht, damals bis 48 kg, Fliegengewicht, damals bis 52 kg Körpergewicht